# Jägerbom

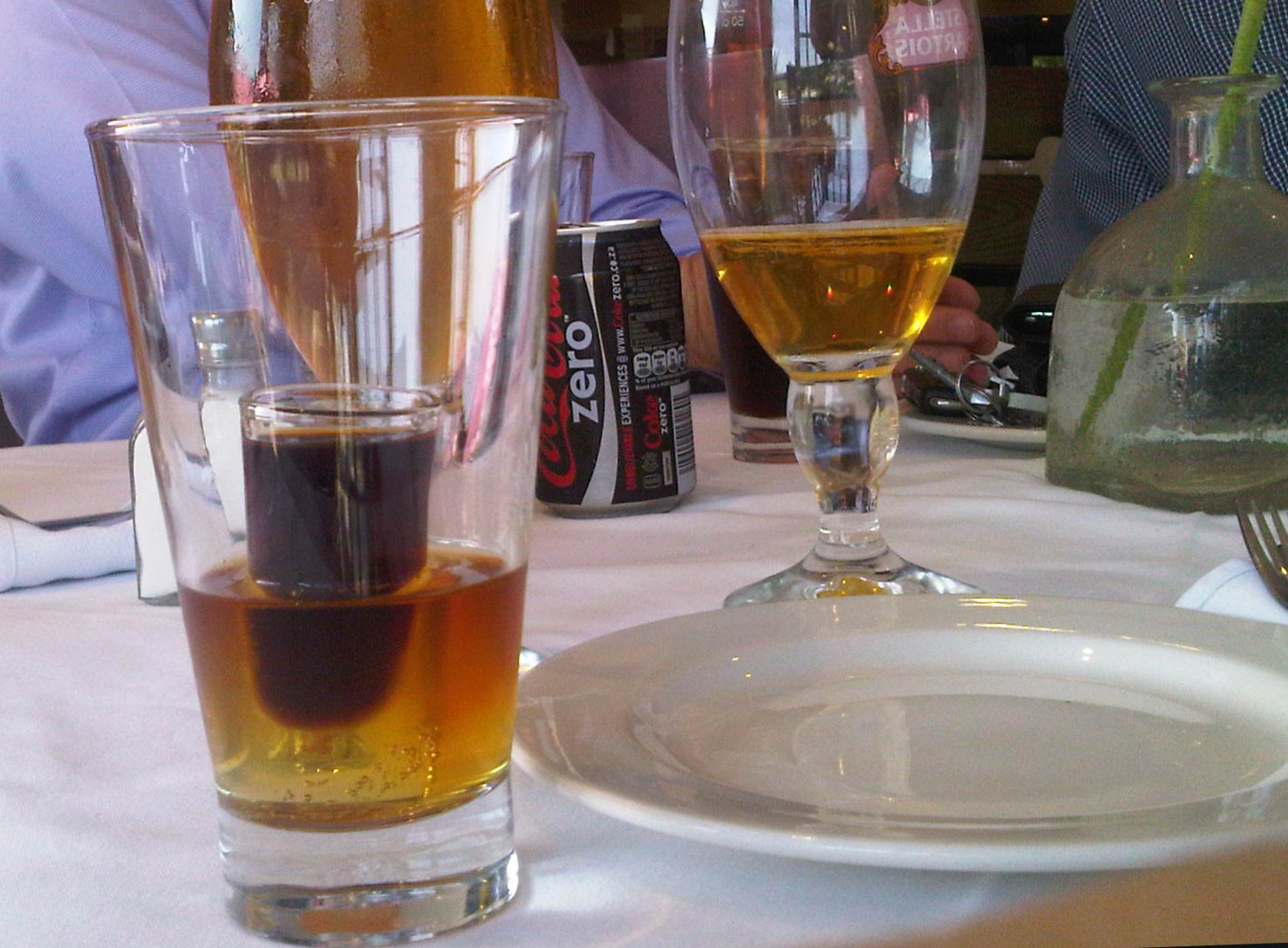
Een Jägerbom

Een Jägerbom(b), ook wel Vliegend Hert, Rammelaerke of Turbojäger, is een cocktail die bestaat uit een combinatie van een energiedrank zoals Red Bull en Jägermeister.

## Gevaren
Het combineren van alcohol en cafeïne (wat vaak een belangrijk ingrediënt is in energiedrankjes) in dergelijke cocktails is niet zonder risico. De cafeïne maskeert het dempende effect van alcohol, waardoor men zich langer fit blijft voelen. De schadelijke gezondheidseffecten en onderdrukking van het centraal zenuwstelsel blijven echter bestaan.
Experts waarschuwen daarom dat overschatting van de eigen motoriek en het toegenomen alcoholgebruik zou kunnen leiden tot een toename van gevaarlijke situaties in het verkeer.